# Equador nos Jogos Olímpicos de Verão de 2004
Equador competiu nos Jogos Olímpicos de Verão de 2004, em Atenas, na Grécia.